# Kim Davis (fonctionnaire)
Kimberly « Kim » Jean Davis, née Bailey le 17 septembre 1965 à Morehead (Kentucky, États-Unis), est une ancienne fonctionnaire d’État américaine. Depuis 2015, elle se fait connaître pour son militantisme anti-LGBT, pour lequel elle est condamnée.

## Militantisme anti-LGBT
En 2015, elle se fait connaître pour refuser systématiquement des certificats de mariage à des couples homosexuels, faisant valoir sa foi chrétienne penctecôtiste. Elle est condamnée par la justice du comté de Rowan la même année. En 2025, Kim Davis lance une pétition pour demander à la Cour suprême des États-Unis d'annuler l'arrêt Obergefell v. Hodges, qui avait légalisé le mariage homosexuel aux États-Unis en 2015.

## Vie privée
En 1983, Kim Bailey épouse Dwain Wallace. Le couple a deux filles et divorce en 1994. En 2008, elle épouse et divorce de Thomas McIntyre. En 1996, elle épouse Joe Davis, dont elle divorce en 2006, avant de l'épouser de nouveau en 2009. Alors qu'elle était en couple avec Wallace, Kim David le trompe avec McIntyre, adultère duquel naissent des jumeaux, un garçon et une fille. Ces derniers sont adoptés par Joe Davis durant leur second mariage.
En 2011, elle raconte avoir un éveil spirituel avoir être allé à l'église, pour réaliser le souhait de sa belle-mère, en fin de vie. Elle se définit comme pentecôtiste. Joe Davis défend les positions homophobes de sa femme, se définissant lui-même comme un « vieux redneck hillbilly ».